# 22-й армейский корпус (Российская Федерация)
22-й армейский корпус — оперативно-тактическое объединение в составе Береговых войск ВМФ Российской Федерации, созданный в 2017 году. Корпус располагался на территории Крымского полуострова и включал в себя подразделения береговых войск Черноморского флота. Управление корпуса располагалось в г. Симферополь. В составе корпуса находились, в числе прочего, 8-й отдельный артиллерийский полк и 126-я бригада береговой обороны. Задачей корпуса являлось решение всего спектра задач береговой обороны, а также проведение, при поддержке флота, морских десантов.

## История
В советские годы в Крыму дислоцировался 32-й армейский корпус Одесского военного округа, который с распадом СССР перешёл под юрисдикцию Украины и в ходе сокращения её армии был расформирован в 2003 году.
Зимой 2016 года появилась неофициальная информация о воссоздании 32-го армейского корпуса в составе ВС РФ, однако позднее его нумерация была изменена на 22-й.
22-й армейский корпус был сформирован 10 февраля 2017 года. Формирование 22-го армейского корпуса стало частью общей практики формирования армейских корпусов в береговых войсках ВМФ РФ в целью повышения эффективности управления.
В апреле 2017 года вновь сформированный 22-й армейский корпус Черноморского флота ВМФ Российской Федерации провел на местном полигоне Опук учения своих частей и соединений.

В апреле 2020 года под руководством министра обороны РФ генерала армии Сергея Шойгу была проведена внезапная проверка боеготовности частей 22-го армейского корпуса.
- Войска 22-го корпуса на параде к 75-летию Победы в 2020 году в Симферополе
- Парад принимает генерал-лейтенант Касторнов, Константин Георгиевич
- БТР-80 126-й обрбо

В сентябре 2020 года 22-й корпус принимал участие в стратегических командно-штабных учениях «Кавказ—2020».
В июне 2021 года личный состав корпуса участвовал в ликвидации последствий чрезвычайной ситуации, связанной с подтоплениями в Керчи и Ялте.
22-й корпус участвовал во вторжении на Украину в 2022 году. В ночь на 14 апреля 2022 года, по сообщениям украинской стороны, склады боеприпасов корпуса были уничтожены в Чернобаевке.
В 2023 году 22-й армейский корпус преобразован в 18-ю общевойсковую армию.

## Состав на 2022 год
- 126-я отдельная гвардейская Горловская Краснознамённая, ордена Суворова бригада береговой обороны, в/ч 12676 (с. Перевальное)[11]
- 127-я отдельная разведывательная бригада[2], в/ч 67606 (г. Севастополь)
- 8-й гвардейский артиллерийский полк[3][12][13], в/ч 87714 (с. Перевальное)[14]
- 1096-й отдельный зенитный ракетный полк[3], в/ч 83576, на вооружении ЗРК Оса[15] (г. Севастополь)
- 4-й отдельный полк РХБЗ[16][17], в/ч 86862 (г. Севастополь)

## Командный состав
Командиры
- генерал-лейтенант Колотовкин, Андрей Владимирович (февраль 2017 — декабрь 2018)
- генерал-лейтенант Касторнов, Константин Георгиевич (декабрь 2018 — ноябрь 2020)[18]
- генерал-лейтенант Лямин, Денис Игоревич (врио, ноябрь 2020 — октябрь 2021)
- генерал-майор (генерал-лейтенант с 07.12.2022) Марзоев, Аркадий Васильевич (с 1 ноября 2021 года)[19]

Начальники штаба
- полковник, генерал-майор Попов, Иван Иванович[20]
- генерал-майор Насбулин, Артём[кит.]

## Полигоны
Учения подразделений корпуса проходили на полигонах Опук рядом с мысом Опук и Ангарском возле села Заречное.